# Pardosa rhombisepta
Pardosa rhombisepta là một loài nhện trong họ Lycosidae.
Loài này thuộc chi Pardosa. Pardosa rhombisepta được Carl Friedrich Roewer miêu tả năm 1960.